# Szakata Kazuto
Szakata Kazuto, nyugaton Kazuto Sakata (Tokió, 1966. augusztus 15. –) korábbi japán motorversenyző, a MotoGP 125 köbcentiméteres géposztályának kétszeres világbajnoka.
A sorozatban 1991-ben mutatkozhatott be. 1993-ban az első japán versenyző lett, aki európai motorral versenyzett, amikor leszerződött az Apriliával. Ebben az évben szerezte első világbajnoki címét. 1998-ban ismételni tudott, amikor szoros versenyben megelőzte Manako Tomomit és Marco Melandrit. 1999 után vonult vissza.

## Teljes MotoGP-eredménylistája
(Táblázat értelmezése)

(Félkövér: pole-pozícióból indult; dőlt: leggyorsabb kört futott) 

| Év   | Géposztály | Csapat                        | Motor  | 1       | 2       | 3       | 4       | 5       | 6       | 7       | 8       | 9       | 10      | 11      | 12      | 13      | 14     | 15      | 16      | Pont | Poz. | Győzelmek |
| ---- | ---------- | ----------------------------- | ------ | ------- | ------- | ------- | ------- | ------- | ------- | ------- | ------- | ------- | ------- | ------- | ------- | ------- | ------ | ------- | ------- | ---- | ---- | --------- |
| 1991 | 125 cm³    | ELF Kepla-Meiko Honda         | RS125  | JPN Ret | AUS 16  | USA     | SPA DNS | ITA Ret | GER 10  | AUT Ret | EUR 14  | NED 11  | FRA 7   | GBR 8   | RSM 8   | CZE Ret | VDM    | MAL 2   |         | 55   | 13.  | 0         |
| 1992 | 125 cm³    | F.C.C./T.S. Venus-Honda       | RS125  | JPN Ret | AUS Ret | MAL 6   | SPA 4   | ITA Ret | EUR     | GER Ret | NED 6   | HUN 7   | FRA 4   | GBR 6   | BRA 14  | RSA Ret |        |         |         | 42   | 11.  | 0         |
| 1993 | 125 cm³    | F.C.C. Technical Sports-Honda | RS125  | AUS 2   | MAL 2   | JPN 2   | SPA 1   | AUT 2   | GER 2   | NED 2   | EUR Ret | SMR 2   | GBR 2   | CZE 1   | ITA 2   | USA 2   | FIM 3  |         |         | 266  | 2.   | 2         |
| 1994 | 125 cm³    | Semprucci-Aprilia             | RS125R | AUS 1   | MAL 2   | JPN 2   | SPA 1   | AUT 5   | GER 2   | NED 4   | ITA 2   | FRA 3   | GBR 4   | CZE 1   | USA Ret | ARG 9   | EUR 7  |         |         | 224  | 1.   | 3         |
| 1995 | 125 cm³    | Team Krona-Aprilia            | RS125R | AUS 2   | MAL 10  | JPN 3   | SPA 6   | GER Ret | ITA 5   | NED 4   | FRA 12  | GBR 1   | CZE 1   | BRA Ret | ARG Ret | EUR 4   |        |         |         | 140  | 2.   | 2         |
| 1996 | 125 cm³    | Aprilia                       | RS125R | MAL 10  | INA 14  | JPN Ret | SPA 5   | ITA 3   | FRA 8   | NED 7   | GER 11  | GBR 5   | AUT 9   | CZE 4   | IMO 12  | CAT 3   | BRA 11 | AUS Ret |         | 113  | 8.   | 0         |
| 1997 | 125 cm³    | Aprilia                       | RS125R | MAL 2   | JPN 2   | SPA 7   | ITA 6   | AUT 6   | FRA Ret | NED 3   | IMO 3   | GER Ret | BRA 5   | GBR Ret | CZE 9   | CAT 2   | INA 2  | AUS 2   |         | 179  | 4.   | 0         |
| 1998 | 125 cm³    | Aprilia                       | RS125R | JPN 1   | MAL 6   | SPA 1   | ITA 4   | FRA 1   | MAD 4   | NED 2   | GBR 1   | GER 7   | CZE 2   | IMO 4   | CAT 9   | AUS 4   | ARG 5  |         |         | 229  | 1.   | 4         |
| 1999 | 125 cm³    | Honda                         | RS125  | MAL 10  | JPN 8   | SPA 13  | FRA 9   | ITA 8   | CAT 7   | NED 10  | GBR 13  | GER 19  | CZE Ret | IMO Ret | VAL 12  | AUS 13  | RSA 15 | BRA 17  | ARG Ret | 56   | 14.  | 0         |